# Zele chinensis
Zele chinensis är en stekelart som beskrevs av Chen och He 1997. Zele chinensis ingår i släktet Zele och familjen bracksteklar. Inga underarter finns listade i Catalogue of Life.